# Стрингер, Ли
Ли Стрингер — американский писатель, журналист, бывший бездомный и крэк-наркоман. Стрингер жил на улицах Нью-Йорка с начала 80-х до середины 90-х годов. Бывший редактор и обозреватель уличной газеты Street News. Его эссе и статьи печатались в различных изданиях, в том числе The Nation, The New York Times, Newsday и др. Широкую известность автору принёс его роман Grand Central Winter о его выживании на улицах, опубликованный в 1998 году, другой напечатанной книгой стала Sleepaway School. В 2000 году Ли Стрингер в соавторстве с Куртом Воннегутом издали книгу «Пожать руку Богу».
Ещё будучи бездомным, Стрингер написал рассказ No Place to Call Home (рус. Нет места называемого домом), который он отправил в новую уличную газету Street News. Газета опубликовала рассказ, бездомного и впоследствии сотрудничала со Стрингером, который уже выбравшись из нищеты и избавившить от наркозависимости, отправлял в Street News свои эссе и статьи. Зависимость от крэка ему удалось победить с помощью Project Renewal, Inc., лечебного центра и приюта для бездомных. Опубликованный в 1998 году роман Grand Central Winter: Stories From the Street принёс известность Стрингеру и попал в 10 рекомендованных книг года по версии USA Today, а The New York Times опубликовал положительную рецензию на книгу.
В 2005 году Стрингер был удостоен награды от Lannan Foundation, престижной литературной премии.